# Victor Browne
Victor Arlen Browne Junior, lepiej znany jako Victor 'Buddy' Browne (ur. 24 maja 1967 w Goose Bay, Nowej Fundlandii, w Kanadzie) – kanadyjski aktor telewizyjny i filmowy.

## Życiorys

### Wczesne lata
Urodził się w Goose Bay, w Nowej Fundlandii jako najmłodszy z siedmiorga dzieci (pięciorga braci i dwóch sióstr) emerytowanego oficera wojskowego przebywającego na Filipinach i Robins Air Force Base. Dorastał w Warner Robins, w stanie Georgia. W 1985 ukończył Northside High School Alumni oraz Ray Horne Theatre Alumni. 

### Kariera
Debiutował na dużym ekranie w biograficznym dramacie kryminalnym Mignął Andy Warhol (I Shot Andy Warhol, 1996). W 1997 pojawił się w reklamie Snackwell's. Występował potem w serialach – Czarodziejki (Charmed, 1999), Seks w wielkim mieście (Sex and the City, 2002), Zagubieni (Lost, 2005) i Kryminalne zagadki Nowego Jorku (CSI: NY, 2005).

### Życie prywatne
W 2000 roku poślubił Roselyn. Mają jedno dziecko.

## Filmografia

### Filmy fabularne
- 1996: Mignął Andy Warhol (I Shot Andy Warhol) jako Danny
- 1998: Klub 54 (54) jako VIP Patron
- 2000: Mindstorm jako Jerry Chaminsky
- 2005: Mystery Woman: The Mystery Weekend (TV) jako Scott
- 2005: Odnaleziona (Found, TV) jako Vince/Roger
- 2006: Kanion smutku (Desolation Canyon, TV) jako Johnny Kendrick
- 2007: The Conjuring jako Jack
- 2007: Miłość trwa wiecznie (Love's Unending Legacy, TV) jako Szeryf Zack Tyler
- 2009: Konfesjonał (The Confessional) jako Robert
- 2010: The Invited jako Jack
- 2010: Closure jako Robert
- 2012: Zarżnięci żywcem (The Cottage) jako Michael Carpenter
- 2012: Monday Morning jako Thomas Bach

### Seriale TV
- 1996-97: Tylko jedno życie (One Life to Live) jako oficer Drew Buchanan #2
- 1999: Rescue 77 jako Micheal Bell
- 1999: Czarodziejki (Charmed) jako Clay
- 2002: Seks w wielkim mieście (Sex and the City) jako Matthew Bloom
- 2003: Wstrząsy (Tremors) jako Tyler Reed
- 2005: CSI: Kryminalne zagadki Nowego Jorku (CSI: NY) jako Jason Cartey
- 2005: Zagubieni (Lost) jako Jason
- 2008: Intrygi i kłamstwa (Dirt) jako Malachi Brody
- 2008: Ostry dyżur (serial telewizyjny) (ER) jako Dr Jensen
- 2009: Seks, kasa i kłopoty (Dirty Sexy Money) jako Edward
- 2009: Gra pozorów (Dark Blue) jako Steve Fuller / Nate
- 2011: CSI: Kryminalne zagadki Las Vegas (C.S.I.: Crime Scene Investigation) jako Benjamin Fowler